# Дувак
Дувак преставља мараму које су невесте носиле на дан венчања. Ова врста мараме се носила у разним крајевима Србије на различите начине.
У региону Ужица, Косјерића и Пожеге невесте би носиле капу и око главе стављеле „превезу“ тракастог изгледа. Дувак је био стављан преко капе и превезе, четвртасто црвено купљено платно које је прекривало лице и половину леђа. Још неке области где се носио су биле Трнава, Дреновци, Сеча Река, Росићи, и Тврдићи. У Ариљском округу ова марама се називала „бурунџук“.
Иако претежно црвене боје,  дувак је могао бити и бео. У неким ркајевима се преко дувка носио и "цмиљевац", облик невестинске капе, који је касније изобачен из употребе. Имао је и практичну намену, држао је капу да не падне са главе.
У Ужичком и Пожешком крају дувак је претежно ношен пре првог светског рата, када постпено престаје да се употребљава и уместо њега младе при венчању носе бели "вал" (налик данашњем велу).
Занимљиву улогу је имао дувак, када је реч о девојкама „лазарицама“ у селу Сурлица. Покривање дувком се овде повезује са змијама где дувак у ствари представља змијску кошуљицу, а „лазарица самим тим представља змију односно врача или божанство које се бори са змијом. Ова претпоставка се ипак сматра нетачном јер је дувак ипак представљао симбол невесте, а и из лазаричких обичаја се „лазарице“ не могу називати змијама.